# 赫思嶺
69°58′S 159°45′E / 69.967°S 159.750°E
赫思嶺（英語：Heth Ridge）是南極洲的山嶺，位於奧次地，屬於威爾遜山的一部分，處於霍恩布倫德海崖以南7公里，美國地質調查局根據測量和該國海軍的空中照片繪入地圖，現時由南極條約體系管理。